# Micrasema tereus
Micrasema tereus är en nattsländeart som beskrevs av Malicky 2000. Micrasema tereus ingår i släktet Micrasema och familjen bäcknattsländor. Inga underarter finns listade i Catalogue of Life.